# Claudio Peverani
Claudio Peverani (San Marino, 7 maggio 1964) è un dirigente sportivo ed ex calciatore sammarinese, di ruolo attaccante. Dopo il ritiro dall'attività agonistica è diventato procuratore sportivo.

## Carriera

### Giocatore

#### Club
Cresciuto nelle giovanili del Cesena, non esordisce in prima squadra e spende la propria carriera in varie squadre romagnole (tra cui Riccione e Bellaria) e sammarinesi (tra cui San Marino, Juvenes e Società Polisportiva Tre Fiori).

### Nazionale
Vanta 6 presenze con la maglia della Nazionale sammarinese, con l'esordio in data 28 marzo 1986 nella prima partita della storia della selezione, una sconfitta 0-1 ai danni della formazione olimpica canadese (decisivo un autogol nei minuti finali) allo Stadio Olimpico di Serravalle. Peverani era inizialmente partito dalla panchina, salvo poi entrare all'80' minuto al posto del giocatore di Fabio Gasperoni.

## Dirigente
Terminata la carriera calcistica all'età di trentatré anni, inizia quella di direttore sportivo alla Juvenes, centrando la salita in Promozione al termine della prima stagione. In seguito Peverani prese il patentino da procuratore e da cinque anni lavora, regolarmente registrato alla FIFA, per la P&P, gruppo della famiglia Pastorello. Segue perciò giocatori come Carlo Cudicini, Emiliano Moretti, Papa Waigo, Adrián Ricchiuti e Nico Pulzetti, di cui è considerato lo scopritore.